# Dognina carastia
Dognina carastia är en fjärilsart som beskrevs av Druce 1906. Dognina carastia ingår i släktet Dognina och familjen tandspinnare. Inga underarter finns listade i Catalogue of Life.